# Куртук
Куртук — река в России, протекает по Томскому району Томской области. Устье реки находится в 2 км от устья реки Порос по левому берегу. Длина реки составляет 15 км. Протекает через деревни Нелюбино и Губино, в которых устроены бесхозные подпорные плотины. Несмотря на многолетний надзор прокуратуры, собственников дамб так и не удалось определить, и в 2024 году произошёл прорыв одной из дамб.

## Данные водного реестра
По данным государственного водного реестра России относится к Верхнеобскому бассейновому округу, водохозяйственный участок реки — Томь от города Кемерово и до устья, речной подбассейн реки — Томь. Речной бассейн реки — (Верхняя) Обь до впадения Иртыша.